# Westdeutscher Rundfunk
Westdeutscher Rundfunk (Radiodifusora de l'Oest d'Alemanya, WDR) coneguda legalment com a Westdeutscher Rundfunk Köln, és l'empresa de ràdio i televisió pública que presta servei a Renània del Nord-Westfàlia.
WDR forma part de l'ARD, l'organització conjunta de radiodifusores públiques d'Alemanya, i és el grup que més contribueix a aquesta. A nivell regional gestiona onze emissores de ràdio (sis en senyal obert i cinc digitals) i un canal de televisió.
Encara que WDR es va crear en 1956, deu el seu origen a una radiodifusora anterior, Nordwestdeutscher Rundfunk, creada en 1945 en acabar la Segona Guerra Mundial. Deu anys després es va acordar la seva divisió en dues empreses: WDR per a Renània del Nord-Westfàlia i NDR per a Hamburg, Baixa Saxònia i Schleswig-Holstein.

## Història
En 1955 es va acordar la divisió de Nordwestdeutscher Rundfunk, un dels majors grups radiodifusors de l'ARD i establert en la zona d'ocupació britànica al nord d'Alemanya Occidental, en dues empreses: Westdeutscher Rundfunk (WDR), que emetria per a la regió més poblada de la zona (Renània del Nord-Westfàlia), i Norddeutscher Rundfunk (NDR), que cobriria Hamburg, Baixa Saxònia i Schleswig-Holstein. El grup WDR va iniciar la seva activitat l'1 de gener de 1956 amb un centre de producció per a la televisió nacional (actual Das Erste) i dues emissores de ràdio: WDR 1 i WDR 2.
El grup es va desenvolupar en la dècada de 1960 i va ser un dels més potents de l'ARD. En 1962 va crear la seva tercera cadena de ràdio (WDR 3) i el 17 de desembre de 1965 va iniciar les emissions del seu propi canal regional de televisió, Westdeutsches Fernsehen. D'altra banda, va produir alguns dels programes més importants de la primera cadena alemanya, com el noticiari esportiu "Sportschau" (1961), el magazín polític "Monitor" (1965), la sèrie infantil "Die Sendung mit der Maus" (1971) o les novel·les "Lindenstraße" (1985) i "Verbotene Liebe" (1995).
El grup va ampliar la seva oferta de ràdios a cinc emissores en els anys 1990, amb la creació de WDR 4 -especialitzada en música tradicional alemanya- i la cultural WDR 5. En 1995 va reconvertir la seva primera emissora en la cadena juvenil 1 LIVE, la fórmula de la qual estava basada en BBC Radio 1. En 2000 va ser una de les primeres empreses de l'ARD a crear un departament específic per a internet. I quatre anys després va començar a invertir en alta definició. WDR va produir el senyal mundial de la Jornada Mundial de la Joventut 2005.

## Organització
WDR funciona sota una Llei de Radiodifusió pròpia (Gesetz über den Westdeutschen Rundfunk Köln), que la defineix com una institució pública sense ànim de lucre, regula els seus òrgans de direcció i defineix els principis sota els quals ha de regir-se.
La seu i centre principal de producció de WDR es troba en Colònia, si bé l'estructura del grup està bastant descentralitzada. Disposa de deu estudis regionals (Lokalzeit); els més importants són els de Düsseldorf i Dortmund, mentre que la resta estan a Aquisgrà, Bielefeld, Bonn, Duisburg, Essen, Münster, Siegen i Wuppertal. A més, compta amb cinc oficines regionals i quatre delegacions en ciutats amb menor població.
Dins de l'estructura de ARD, s'encarrega juntament amb NDR de les corresponsalies a Washington DC, Nova York, Brussel·les, París, Moscou, Nairobi, Varsòvia i Amman.
A Alemanya es cobra un impost directe per al manteniment de la radiodifusió pública (ARD, ZDF i Deutschlandradio), a través de l'empresa conjunta GEZ. El pagament és obligatori per a tot aquell que tingui una ràdio, televisor o qualsevol altre aparell que rebi senyal. Cada llar va pagar 17,98 euros al mes en 2013. WDR depèn dels diners que li atorgui la ARD. La major part del pressupost es destina a televisió. Les emissores de ràdio 1 Live, WDR 2 i WDR 4 poden emetre publicitat amb limitacions.

## Serveis

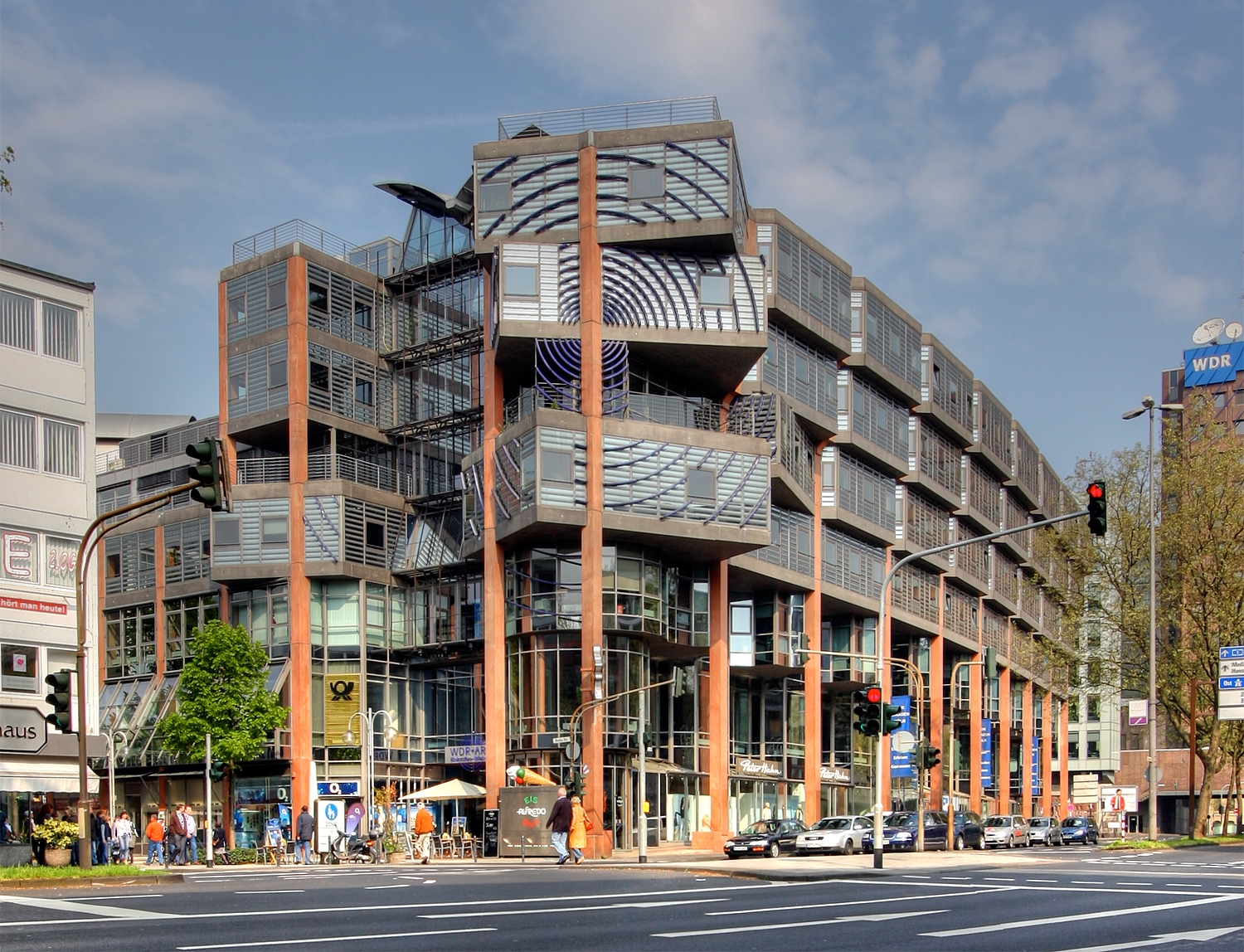
Arxius històrics de WDR en Colònia.

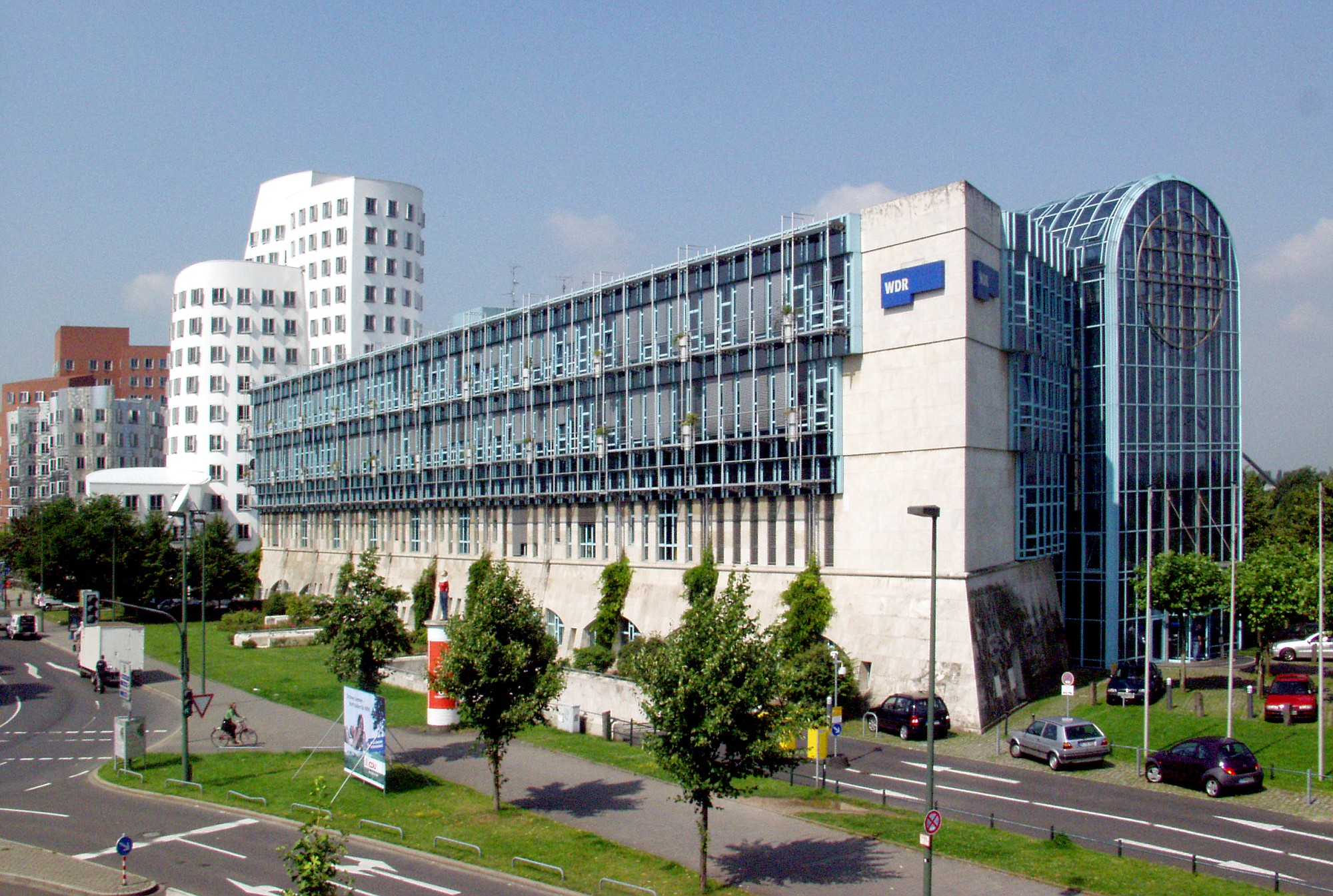
Estudis de WDR en Düsseldorf.

### Ràdio
WDR gestiona onze emissores de ràdio. Cinc d'elles estan disponibles en senyal obert (FM, cable, satèl·lit i digital):
- 1 LIVE: Ràdio musical dirigida a un públic jove, amb una fórmula basada en BBC Radio 1. Va començar a emetre sota aquesta marca l'1 d'abril de 1995. És hereva de WDR 1, primera emissora de ràdio del grup, que es va fundar l'1 de gener de 1956.
- WDR 2: Cadena amb música (adult contemporary), butlletins informatius i programes esportius. Es va posar en marxa el 3 d'abril de 1950. És l'única que emet en ona mitjana i a través d'aquesta freqüència ofereix les sessions parlamentàries.
- WDR 3: Programació cultural amb música clàssica, jazz, i música universal. Va començar el 30 d'abril de 1964.
- WDR 4: Ràdio pensada per a la tercera edat, amb programes i música melòdica en alemany. Va néixer l'1 de gener de 1984.
- WDR 5: Ràdio d'informació contínua i programació parlada. Es va posar en marxa el 7 d'octubre de 1991.

WDR participa també en un projecte de ràdio internacional, COSMO, en col·laboració amb RBB i Radio Bremen. Es dirigeix als estrangers i immigrants a Alemanya. No cobreix tota la seva zona de cobertura.
Les següents emissores només estan disponibles en ràdio digital i internet:
- 1 Live Diggi: Servei complementari d'1 LIVE. Hi ha diferents radiofòrmules en funció del gènere musical.
- KiRaKa: Emissora de ràdio infantil. Disponible des del 4 de setembre de 2006.
- WDR Event: Sessions parlamentàries, debats i esdeveniments especials. Des del 3 de març de 2006.
- WDR VERA: Informació del trànsit. Es va iniciar en 1997.

### Televisió
WDR produeix programes per a l'ARD, tant en el nacional Das Erste com en la resta de canals on la corporació participa (3sat, KiKA, Art i (Phoenix). A més gestiona un canal de televisió:
- WDR Fernsehen: La seva programació és generalista i està dirigida a Renània del Nord-Westfàlia. Va començar a emetre el 17 de desembre de 1965. Al llarg de la seva història ha tingut diferents denominacions com Westdeutsches Fernsehen o West 3, fins que en 2004 va adoptar la seva denominació actual. Es nodreix dels espais que realitzen els seus centres territorials.

### Organitzacions musicals
- Orquestra Simfònica de la WDR de Colònia: Orquestra simfònica especialitzada en un repertori clàssic. Va ser fundada en 1947.
- Orquestra Radiofònica de la WDR de Colònia: Orquestra radiofònica, el repertori de la qual és més contemporani. Fundada en 1956.
- Cor de la WDR: Orquestra coral. Va ser fundada en 1947.
- Big band de la WDR: Big band fundada en 1947.

## Logotips

Logo de 1956
Logo de 1970–1988
Logo de 1989
Logo fins 2012
Logo des de 2012